# Улахан-Чистай
Улахан-Чистай (рос. Улахан-Чистай; якут. Улахан Чыыстай сис) — гірський хребет у Республіці Саха, Росія.
На схилах хребта: верхів'я течія сточища річки Мома, а також масив Буордах з горою Побєда, розташовано Момський природний парк

## Географія

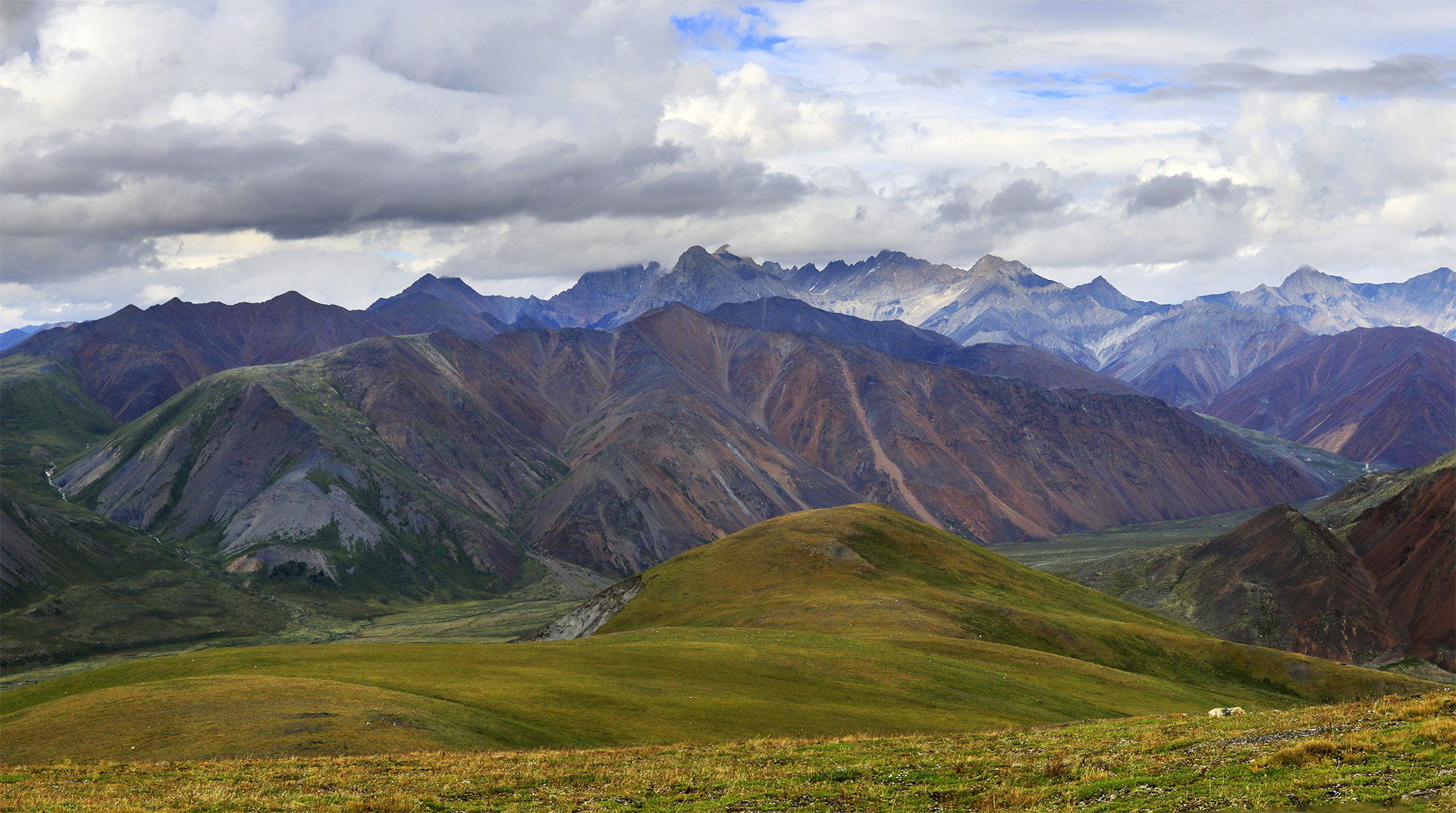
Масив Буордах

Хребет Улахан-Чистай — найвищий хребет другого порядку системи хребта Черського. Хребет має чіткий альпійський рельєф і простягається у напрямку NW — SE приблизно на 250 км від Момського хребта. Прямуючі паралельний останньому і відокремлений від нього широкою міжгірською улоговиною, якою річки Улахан-Чистай та Мома течуть з південного сходу і впадають в Індигірку. З південного заходу хребет обмежений річкою Ерикіт, лівою притокою Моми, і Нерським плоскогір'ям, за яким здіймається Тас-Кистабит, також відомий як хребет Саричева.
Найвища точка хребта Улахан-Чистай — 3003 м, гора Побєда. Це найвища гора хребта Черського, а також найвища гора Якутії. На хребті розташовані льодовики загальною площею близько 100 км²